# Ute Wiedemann
Ute Wiedemann (* 20. Januar 1954 in Bernburg (Saale)) ist eine deutsche Politikerin der SPD und war von 1994 bis 2002 Mitglied im Landtag von Sachsen-Anhalt.

## Leben und Beruf
Nach dem Abitur 1972 machte sie eine Ausbildung zur Heimerzieherin mit Lehrbefähigung für Kunsterziehung und Schulgarten. Von 1977 bis 1980 war sie als Pionierleiterin und Kunstlehrerin in der Unterstufe tätig. Von 1986 bis zu ihrem Einzug in den Landtag 1994 arbeitete sie als Erzieherin im Hort. Nach der Wende war sie zudem Leiterin einer Außenstelle des Horts.
Wiedemann ist verheiratet und hat drei Kinder.

## Partei
Im Januar 1990 trat Wiedemann in die SPD ein und ist seitdem Vorsitzende des SPD-Ortsvereins Breitenstein. Seit 1997 ist sie zudem Mitglied im SPD-Kreisvorstand Sangerhausen und seit 2007 im Kreisverband Mansfeld-Südharz.

## Abgeordnete
Wiedemann war von 1990 bis 1994 Mitglied in der Gemeindevertretung Breitenstein und seit 1990 Kreistagsabgeordnete des Landkreises Sangerhausen und seit 2007 des Landkreises Mansfeld-Südharz.
Sie war Abgeordnete im Landtag von Sachsen-Anhalt und vertrat den Wahlkreis Sangerhausen. Sie war Mitglied im Ausschuss für Bildung und Wissenschaft sowie im Ausschuss für Gleichstellung, Kinder, Jugend und Sport.